# Cúp bóng đá nữ Đông Á 2013
Cúp bóng đá nữ Đông Á 2013 diễn ra tại Hàn Quốc từ 20 tháng 7 tới 27 tháng 7 năm 2013. CHDCND Triều Tiên là đội giành chức vô địch.

## Vòng loại 1
Diễn ra tại Guam (UTC+10).
| Đội                  | Tr | T | H | B | BT | BB | HS  | Đ |
| -------------------- | -- | - | - | - | -- | -- | --- | - |
| Hồng Kông            | 2  | 2 | 0 | 0 | 15 | 3  | +12 | 6 |
| Guam                 | 2  | 1 | 0 | 1 | 9  | 4  | +5  | 3 |
| Quần đảo Bắc Mariana | 2  | 0 | 0 | 2 | 0  | 17 | −17 | 0 |

| Quần đảo Bắc Mariana | 0–6      | Guam                                                        |
| -------------------- | -------- | ----------------------------------------------------------- |
|                      | Chi tiết | Recella 5' · Surber 24', 36', 40' · Odell 44' · Willter 51' |

| Quần đảo Bắc Mariana | 0–11     | Hồng Kông |
| -------------------- | -------- | --- |
|                      | Chi tiết | Ngô Vĩnh Cầm 3', 31', 55', 63' (ph.đ.) · Phùng Kim Muội 21', 38' · Trần Vịnh Thi 33', 40' (ph.đ.), 90+2' · Bố Tinh Oánh 54' · Castillo 72' (l.n.) |

| Guam                        | 3–4      | Hồng Kông                                                                    |
| --------------------------- | -------- | ---------------------------------------------------------------------------- |
| Surber 48' · Perez 70', 72' | Chi tiết | Trương Vĩ Kỳ 6' · Trần Vịnh Thi 24' · Lưu Mộng Quỳnh 30' · Hoàng Gia Văn 76' |

## Vòng loại 2
Diễn ra tại Thâm Quyến, Trung Quốc (UTC+8).
| Đội               | Tr | T | H | B | BT | BB | HS  | Đ |
| ----------------- | -- | - | - | - | -- | -- | --- | - |
| Trung Quốc        | 3  | 3 | 0 | 0 | 10 | 1  | +9  | 9 |
| Úc                | 3  | 2 | 0 | 1 | 12 | 2  | +10 | 6 |
| Đài Bắc Trung Hoa | 3  | 1 | 0 | 2 | 2  | 10 | −8  | 3 |
| Hồng Kông         | 3  | 0 | 0 | 3 | 1  | 12 | −11 | 0 |

| Úc                                                                  | 7–0      | Đài Bắc Trung Hoa |
| ------------------------------------------------------------------- | -------- | ----------------- |
| Gill 5', 90+3' · De Vanna 22', 51' · Simon 45+1', 83' · Uzunlar 77' | Chi tiết |                   |

| Trung Quốc                                                                            | 6–0      | Hồng Kông |
| ------------------------------------------------------------------------------------- | -------- | --------- |
| Mã Hiểu Húc 36' (ph.đ.), 64' · Phổ Vĩ 77' · Vương Thần 81', 90+1' · Vương San San 84' | Chi tiết |           |

| Úc                                             | 4–0      | Hồng Kông |
| ---------------------------------------------- | -------- | --------- |
| Butt 33' · Simon 64' · Gill 79' · Catley 90+2' | Chi tiết |           |

| Đài Bắc Trung Hoa | 0–2      | Trung Quốc                         |
| ----------------- | -------- | ---------------------------------- |
|                   | Chi tiết | Trương Duệ 53' · Vương San San 66' |

| Trung Quốc                      | 2–1      | Úc       |
| ------------------------------- | -------- | -------- |
| Vương Lệ Tư 9' · Trương Duệ 50' | Chi tiết | Gill 12' |

| Đài Bắc Trung Hoa   | 2–1      | Hồng Kông        |
| ------------------- | -------- | ---------------- |
| Lại Lệ Cầm 63', 77' | Chi tiết | Trần Vịnh Thi 3' |

## Vòng chung kết
Giờ địa phương là UTC+9.
| Đội               | Tr | T | H | B | BT | BB | HS | Đ |
| ----------------- | -- | - | - | - | -- | -- | -- | - |
| CHDCND Triều Tiên | 3  | 2 | 1 | 0 | 3  | 1  | +2 | 7 |
| Nhật Bản          | 3  | 1 | 1 | 1 | 3  | 2  | +1 | 4 |
| Hàn Quốc          | 3  | 1 | 0 | 2 | 4  | 5  | −1 | 3 |
| Trung Quốc        | 3  | 1 | 0 | 2 | 2  | 4  | −2 | 3 |

| Nhật Bản                | 2–0      | Trung Quốc |
| ----------------------- | -------- | ---------- |
| Ando 35' · Nakajima 57' | Chi tiết |            |

| Hàn Quốc        | 1–2      | CHDCND Triều Tiên   |
| --------------- | -------- | ------------------- |
| Kim Soo-yun 26' | Chi tiết | Ho Un-byol 36', 38' |

| Hàn Quốc      | 1–2      | Trung Quốc                  |
| ------------- | -------- | --------------------------- |
| Kim Na-rae 8' | Chi tiết | Vương Lệ Tư 1' · Lý Ảnh 66' |

| Nhật Bản | 0–0      | CHDCND Triều Tiên |
| -------- | -------- | ----------------- |
|          | Chi tiết |                   |

| CHDCND Triều Tiên | 1–0      | Trung Quốc |
| ----------------- | -------- | ---------- |
| Ri Un-hyang 2'    | Chi tiết |            |

| Hàn Quốc          | 2–1      | Nhật Bản  |
| ----------------- | -------- | --------- |
| Ji So-yun 13' 66' | Chi tiết | Ōgimi 72' |